# Maria Gustafsson (friidrottare)

För andra personer med samma namn, se Maria Gustafsson.  
Maria Margot Gustafsson, född 6 maj 1988, är en svensk friidrottare (kortdistanslöpning) som tävlat för klubbarna Gillberga-Lista IF, Råby-Rekarne FIF och IFK Lidingö. Hon tog SM-guld på 200 meter år 2008.
Vid junior-EM i Hengelo i Nederländerna år 2007 tävlade Maria Margot Gustafsson på 100 meter men slogs ut i försöken med 12,00. Hon var också uttagen på 200 meter och gick där vidare till semifinal innan hon slogs ut. Hon deltog också, tillsammans med Linnéa Collin, Isabelle Eurenius och Julia Skugge, i det svenska korta stafettlaget som kom sexa. Maria Margot Gustafsson har även  deltagit i JVM i Kina år 2006. Uttagen i seniorlandslaget vid Europacupen 2007 och 2008 i 4x100m och 200m. Representerade Texas State University under 2008-2009.

## Personliga rekord
| Utomhus - 100 meter – 11,77 (Norrtälje 8 augusti 2008) - 100 meter – 12,27 (Stockholm 7 augusti 2007) - 200 meter – 23,96 (Norrtälje 10 augusti 2008) - 200 meter – 24,49 (Västerås 29 juli 2006) - Slägga – 50,42 (Falun 19 maj 2007) - Slägga – 49,46 (Västerås 2 juni 2007) | Inomhus - 60 meter – 7,57 (Eskilstuna 6 januari 2007) - 60 meter – 7,73 (Stockholm 6 februari 2014) - 200 meter – 24,21 (Malmö 24 februari 2008) - 200 meter – 24,90 (Stockholm 17 februari 2016) |

### Fotnoter
1. ↑  ”Tävlingsårsskiftesövergångar 1 december 2005”. friidrott.se. 5 december 2005. Arkiverad från originalet den 16 november 2016. https://web.archive.org/web/20161116015052/http://www.friidrott.se/forbundsinfo/overgangar/arsskiftet0506.aspx. Läst 15 november 2016.
2. ↑  ”Tävlingsårsskiftesövergångar 15 november 2011”. friidrott.se. 20 oktober 2011. Arkiverad från originalet den 16 november 2016. https://web.archive.org/web/20161116014915/http://www.friidrott.se/forbundsinfo/overgangar/arsskifte1112.aspx. Läst 15 november 2016.
3. ↑  ”Stora SM 2007”. trackandfield.se. Arkiverad från originalet den 4 maj 2013. https://archive.is/20130504152109/http://www.proteamonline.se/storage/customers/978/editor/resultat%20sm%20i%20friidrott%202007.html. Läst 19 april 2013.
4. ↑  ”Stora SM 2008, dag 2”. trackandfield.se. Arkiverad från originalet den 14 maj 2021. https://web.archive.org/web/20210514153326/https://www.trackandfield.se/Resultat/2008/080802.htm. Läst 20 maj 2013.
5. ↑  ”Stora inne-SM 2007, resultat” (htm). idrottonline.se. Arkiverad från originalet den 11 april 2015. https://web.archive.org/web/20150411214031/http://iof2.idrottonline.se/ImageVaultFiles/id_16670/cf_78/070225ism.HTM. Läst 12 april 2015.
6. ↑  ”Stora inne-SM 2008, resultat” (pdf). mai.se. Arkiverad från originalet den 14 april 2015. https://web.archive.org/web/20150414002300/http://www.mai.se/resultat/resultat_inne-sm_2008.pdf. Läst 11 april 2015.
7. ↑  ”Stora inne-SM 2014 dag 2, resultat”. trackandfield.se. Arkiverad från originalet den 4 mars 2016. https://web.archive.org/web/20160304223712/http://www.trackandfield.se/resultat/2014/140223.htm. Läst 29 januari 2015.
8. ↑  ”Stora inne-SM 2012, resultat”. trackandfield.se. Arkiverad från originalet den 4 mars 2016. https://web.archive.org/web/20160304224853/http://www.trackandfield.se/Resultat/2012/120218_19.htm. Läst 19 juli 2012.
9. 1 2 3 4 5 6  ”Personsida på AllAthletics” (på engelska). all-athletics.com. Arkiverad från originalet den 23 september 2016. https://web.archive.org/web/20160923042615/http://www.all-athletics.com/node/148313. Läst 22 september 2016.
10. ↑  ”European Athletics U20 Championships - Hengelo 2007” (på engelska). european-athletics.org. http://www.european-athletics.org/competitions/european-athletics-u20-championships/history/year=2007/results/index.html#. Läst 15 november 2017.
11. 1 2 3 4 5  ”Personsida på European Athletics' webbplats” (på engelska). european-athletics.org. http://www.european-athletics.org/athletes/group=g/athlete=130509-gustafsson-maria/index.html. Läst 22 september 2016.
12. 1 2 3 4  ”Personsida hos IAAF” (på engelska). iaaf.org. https://www.iaaf.org/athletes/sweden/maria-gustafsson-227383. Läst 22 september 2016.